# Міжнародна федерація перекладачів
Міжнародна федерація перекладачів (Federation internationale des traducteurs — FIT) була заснована в 1953 році в Парижі П'єром-Франсуа Кайє і об'єднує перекладачів більше п'ятдесяти країн. ФІТ — професійна, неполітична міжнародна організація, що не переслідує комерційних цілей . Її цілі: об'єднання перекладацьких організацій різних країн, збір і передача організаціям-членам корисної для них інформації, зміцнення зв'язків між національними організаціями в інтересах їх перекладачів, захист моральних і матеріальних прав перекладачів у світі, пропаганда перекладу як професії і мистецтва, вдосконалення статусу перекладача в суспільстві.
Вищим органом ФІТ є всесвітній конгрес, який збирається кожні три роки. Обрана на конгресі Рада ФІТ формує Бюро для керівництва повсякденною діяльністю ФІТ. Штаб-квартира ФІТ знаходиться в Парижі.